# Vårgårda kommun
Vårgårda kommun är en kommun i Västra Götalands län, i före detta Älvsborgs län. Centralort är Vårgårda som ligger cirka 65 km nordost om Göteborg.
Kommunen är tydligt präglad av Säveåns dalgång, vilken ringlar sig fram genom stora delar av kommunen och kommunen kan grovt delas in i tre områden – skogslandskapet, slättlandskapet och mossarna. Näringslivet domineras av tillverkningsindustrin liksom privata och offentliga servicenäringar. 
Sedan kommunen bildades på 1970-talet har befolkningstrenden varit positiv. Efter samtliga val på 2010-talet har Alliansen styrt kommunen.

## Administrativ historik
Kommunens område motsvarar socknarna: Algutstorp, Asklanda, Bergstena, Fullestad, Hol, Horla, Kullings-Skövde, Kvinnestad, Landa, Lena, Ljur, Nårunga, Ornunga, Siene, Skogsbygden, Södra Härene och Tumberg. I dessa socknar bildades vid kommunreformen 1862 landskommuner med motsvarande namn, dock för Landa socken en gemensam med Bråttensby socken, Bråttensby och Landa landskommun.
Vårgårda municipalsamhälle inrättades 24 november 1928 och upplöstes vid utgången av 1963.
Vid kommunreformen 1952 sammanslogs alla landskommunerna, dock enbart delen Landa ur Bråttensby och Landa landskommun, i den då bildade Vårgårda landskommun, som från 1952 till 1955 även omfattade området Bälinge. 
Vårgårda kommun bildades vid kommunreformen 1971 genom en ombildning av Vårgårda landskommun.
Kommunen ingår sedan bildandet i Alingsås tingsrätts domsaga.

## Geografi
Vårgårda kommun är belägen i de centrala delarna av landskapet Västergötland och gränsar i söder till Borås kommun och Bollebygds kommun i väster till Alingsås kommun och i öster till Herrljunga kommun alla i före detta Älvsborgs län, samt i norr till Essunga kommun i före detta Skaraborgs län. Säveån rinner ut från sjön Säven.

### Topografi och hydrografi

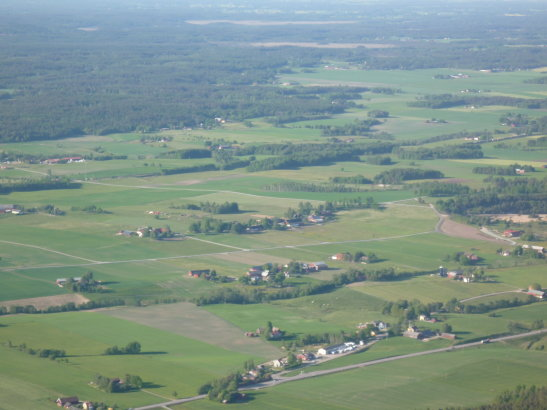
Hol i Vårgårda kommun.

Kommunen är tydligt präglad av Säveåns dalgång, vilken ringlar sig fram genom stora delar av kommunen. Grovt sett kan man dela in kommunen i tre områden, skogslandskapet, slättlandskapet och mossarna. 
Den södra delen av kommunen består av ett kuperat skogslandskap, vilket utgör den norra kanten på det sydsvenska höglandet. 
I området finns det en stor mängd sjöar, både stora och små. Totalt finns 85 sjöar som är större än en hektar, varav de tre största är  Säven, Ornungasjön och Kvinnestadsjön. Säveån tar sin början i den nordligaste delen av sjön Säven, vilket också är den del av sjön som ligger i Vårgårda kommun, resten av sjön ligger i Borås kommun. Utmed Säveåns dalgång, vilken ringlar sig fram från skogsområdena i söder upp i en krök i utkanten av samhället Vårgårda och sedan i sydvästlig riktning mot Alingsås, återfinns ett bördigt, i stort sett helt uppodlat, slättlandskap. I den allra nordostligaste delen av kommunen, vid Södra Härene rinner Nossan igenom kommunen en liten bit och den delen av kommunen utgör en del av Varaslätten.
Norr om Vårgårda finns ett område präglat av mossmark. De tre största mossarna heter Lärkemossen, Store Mosse och Holamossen.

### Naturskydd
År 2022 fanns sju naturreservat i kommunen vilka förvaltades av Länsstyrelsen i Västra Götalands län samt två områden som klassades som Natura 2000-områden, Tånga heds naturreservat och Mängsholm. Av de lokala miljömål som antogs av kommunfullmäktige den 9 maj 2012 framgår till exempel att målet är att inga fossila bränslen ska förbrukas i kommunen år 2030. Kommunen samarbetar också med kommunerna Alingsås, Lerum, Länsstyrelsen i Västra Götalands län, Göta älvs vattenvårdsförbund, Antens och Mjörns fiskevårdsområden, Lantbrukarnas riksförbund, Naturskyddsföreningen och Alingsås sportfiskeförening i den så kallade Anten-Mjörnkommittén, i syfte att minska närsaltbelastningen till sjöarna.

### Administrativ indelning
Fram till 2016 var kommunen för befolkningsrapportering indelad i fem församlingar – Algutstorp, Asklanda, Hol, Lena och Nårunga församling.

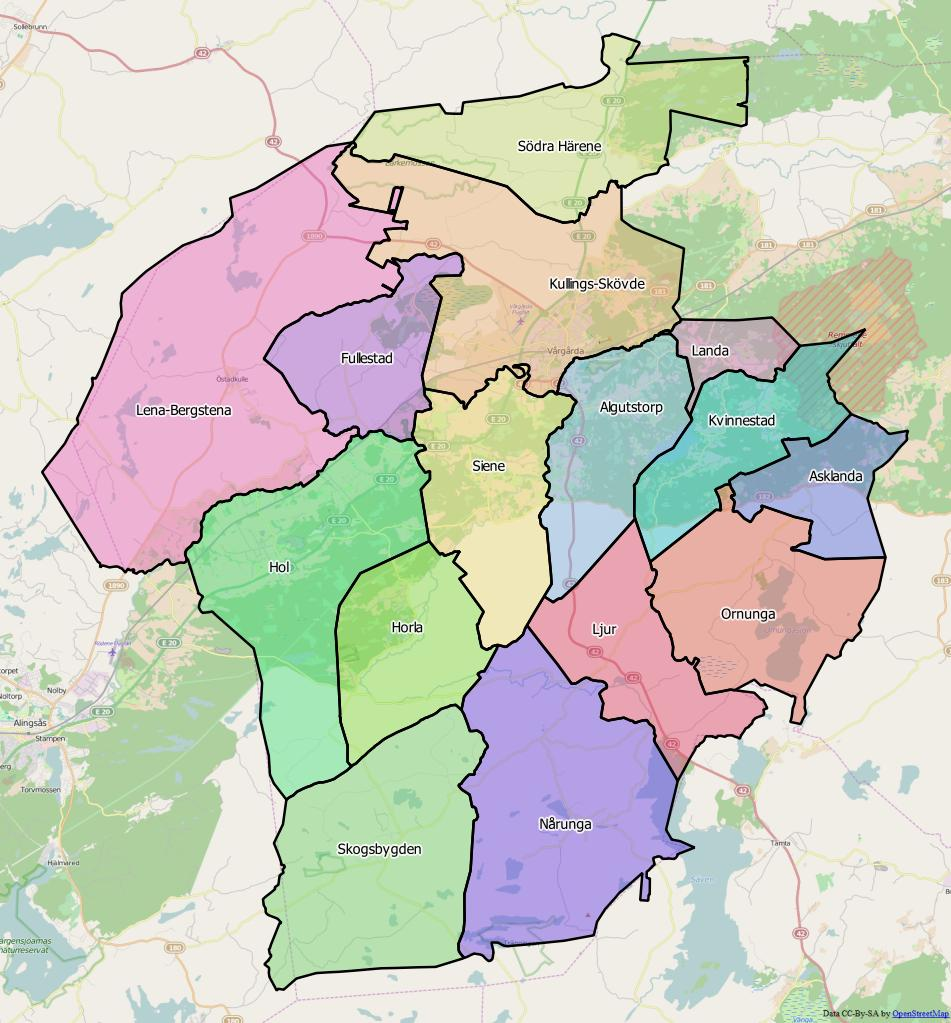
Distrikt inom Vårgårda kommun.

Från 2016 indelas kommunen istället i 15 distrikt – Algutstorp, Asklanda, Fullestad, Hol, Horla, Kullings-Skövde, Kvinnestad, Landa, Lena-Bergstena, Ljur, Nårunga, Ornunga, Siene, Skogsbygden och Södra Härene.

### Tätorter
Vid tätortsavgränsningen av Statistiska centralbyrån den 31 december 2015 fanns det tre tätorter i Vårgårda kommun. 
| Nr | Tätort     | Folkmängd |
| -- | ---------- | --------- |
| 1  | Vårgårda   | 5 384     |
| 2  | Östadkulle | 401       |
| 3  | Horla      | 209       |

Centralorten är i fet stil.

## Styre och politik

### Styre
Åren 2010 styrde Alliansen kommunen. Vilka fortsatte styra under mandatperioden 2014 till 2018. Efter valet 2018 förstärktes koalitionen genom att partierna erhöll ytterligare två mandat i kommunfullmäktige. Alliansen fortsätter styra även mandatperioden 2022–2026.

### Kommunfullmäktige

#### Presidium
| Presidium 2022–2026    | Presidium 2022–2026 | Presidium 2022–2026  |
| ---------------------- | ------------------- | -------------------- |
| Ordförande             | KD                  | Susanna Tingbratt    |
| Förste vice ordförande | C                   | Birgit Kullingsjö    |
| Andre vice ordförande  | S                   | Margaretha Johansson |

#### Mandatfördelning 1970–2022
| 9 | 14 | 9 |  | 8 |

| 39 |

| 9 | 16 | 7 |  | 8 |

| 35 | 6 |

| 10 | 14 | 7 |  | 9 |

| 31 | 10 |

| 10 | 14 | 6 | 2 | 9 |

| 30 | 11 |

| 11 |  | 12 | 5 | 2 | 10 |

| 29 | 12 |

|  | 10 | 2 | 11 | 7 | 2 | 8 |

| 29 | 12 |

|  | 10 | 3 | 12 | 6 | 2 | 7 |

| 25 | 16 |

| 9 | 2 | 3 | 9 | 5 | 4 | 9 |

| 29 | 12 |

|  | 12 | 3 |  | 9 | 5 | 3 | 7 |

| 28 | 13 |

| 3 | 10 | 2 | 9 | 6 | 5 | 6 |

| 23 | 18 |

| 2 | 11 |  | 11 | 5 | 6 | 5 |

| 23 | 18 |

|  | 11 | 2 |  | 11 | 4 | 5 | 6 |

| 22 | 19 |

|  | 12 | 3 | 2 | 7 | 4 | 4 | 8 |

| 24 | 17 |

| 2 | 12 | 2 | 4 | 7 | 3 | 4 | 7 |

| 23 | 18 |

| 2 | 10 | 2 | 5 | 9 | 2 | 5 | 6 |

| 24 | 17 |

| 2 | 10 | 2 | 6 | 7 | 2 | 5 | 7 |

| 19 | 22 |

### Nämnder

#### Kommunstyrelse
Kommunstyrelsen utgörs av 15 ordinarie ledamöter. Dess ordförande, Bengt Hilmersson (C), är också kommunens kommunalråd. Därtill har det största oppositionspartiet ett kommunalråd, Tony Willner (S). Till stöd för sitt arbete har kommunstyrelsen flera utskott: ett arbetsutskott, allmänna utskottet, samhällsbyggnadsutskottet, utbildningsutskottet och omsorgsutskottet.
| Presidium 2022–2026    | Presidium 2022–2026 | Presidium 2022–2026 |
| ---------------------- | ------------------- | ------------------- |
| Ordförande             | C                   | Bengt Hilmersson    |
| Förste vice ordförande | M                   | Kenneth Max         |
| Andre vice ordförande  | S                   | Tony Willner        |

#### Övriga nämnder
Det finns två nämnder som är gemensamma med andra kommuner, nämligen Gemensam servicenämnd Ekonomi/Personal och Gemensam servicenämnd IT/Växel/Telefoni.
| Nämnd                              | Ordförande | Ordförande       | Vice ordförande | Vice ordförande      |
| ---------------------------------- | ---------- | ---------------- | --------------- | -------------------- |
| Krisledningsnämnden                | C          | Bengt Hilmersson | S               | Tony Willner         |
| Myndighetsnämnd Bygg och Miljö     | M          | Claes Hägermalm  | S               | Bahrija Gafurovic    |
| Myndighetsnämnd Lärande och Omsorg | C          | Anders Lennermo  | S               | Margaretha Johansson |
| Valnämnden                         | C          | Anders Lennermo  | S               | Karin Brunnegård     |

Källa:

## Ekonomi och infrastruktur

### Näringsliv
Tillverkningsindustrin liksom privata och offentliga servicenäringar dominerar det lokala näringslivet. Skogs- och jordbruket som tidigare var av stor vikt för näringslivet har successivt minskat under slutet av 1900-talet och början på 2000-talet. Bland större företag inom tillverkningsindustrin finns exempelvis  Autoliv Sverige, Villeroy & Boch (Gustavsberg), Doggy samt Sundolitt. Efter flera år av höga placeringar på Svenskt Näringslivs lista över företagsklimat i kommuner erhöll Vårgårda kommun förstaplatsen år 2021, och puttade därmed ner Solna kommun som haft den platsen under de föregående 13 åren.
Vårgårda har en tradition av entreprenörer med kända namn som Aron Heyman (Vårgårda kvarn med Vårgårdaris och Doggy hundfoder), Lennart Lindblad (Autoliv) och Johan Petter Johansson (uppfinnare av skiftnyckeln och rörtången).

### Infrastruktur

#### Transporter
Kommunen genomkorsas från väster mot nordöst av E20 medan riksväg 42 sträcker sig från nordväst mot sydöst. Därifrån avtar länsväg 181 och länsväg 182 åt öster.
Västra stambanan har parallell sträckning med europaväg 20 och trafikeras av regiontågen Västtågen med stopp i Vårgårda på väg mellan Göteborg och Skövde. Närmsta station i väster är Alingsås och i öster Herrljunga där även fjärrtågen stannar.

#### Utbildning
I Vårgårda kommun finns sju stycken grundskolor. Av dessa är sex låg- och mellanstadieskolor (årskurs 1–6) och en högstadieskola (årskurs 7–9). Av de sex låg- och mellanstadieskolor ligger två stycken (Lindbladskolan och Fridhemsskolan) i centralorten Vårgårda medan övriga fyra ligger i Lena (Lena skola), Hol (Hols skola), Nårunga (Nårunga skola) och Ornunga (Asklanda skola). Högstadieskolan, Gullhögskolan, ligger även den inne i Vårgårda.
Kommunen har sedan 1997 även en gymnasieskola, Sundlergymnasiet. Innan gymnasieskolan startades gick eleverna på Alströmergymnasiet i grannkommunen Alingsås. Sundlergymnasiet har ett nära samarbete med gymnasieskolan Kunskapskällan i grannkommunen Herrljunga.

## Befolkning

### Demografi

#### Befolkningsutveckling
Kommunen har 12 474 invånare (31 december 2024), vilket placerar den på 183:e plats avseende folkmängd bland Sveriges kommuner.
| Befolkningsutvecklingen i Vårgårda kommun 1810–2020 | Befolkningsutvecklingen i Vårgårda kommun 1810–2020 | Befolkningsutvecklingen i Vårgårda kommun 1810–2020 | Befolkningsutvecklingen i Vårgårda kommun 1810–2020 | Befolkningsutvecklingen i Vårgårda kommun 1810–2020 |
| --- | --------------------------------------------------- | --------------------------------------------------- | --------------------------------------------------- | --------------------------------------------------- |
| |                                                     |                                                     |                                                     |                                                     |
| År |                                                     |                                                     | Folkmängd                                           |                                                     |
| 1810 | 1810                                                |                                                     | 5 848                                               |                                                     |
| 1820 | 1820                                                |                                                     | 6 555                                               |                                                     |
| 1830 | 1830                                                |                                                     | 7 523                                               |                                                     |
| 1840 | 1840                                                |                                                     | 8 353                                               |                                                     |
| 1850 | 1850                                                |                                                     | 9 166                                               |                                                     |
| 1860 | 1860                                                |                                                     | 10 281                                              |                                                     |
| 1870 | 1870                                                |                                                     | 10 743                                              |                                                     |
| 1880 | 1880                                                |                                                     | 11 230                                              |                                                     |
| 1890 | 1890                                                |                                                     | 9 913                                               |                                                     |
| 1900 | 1900                                                |                                                     | 9 111                                               |                                                     |
| 1910 | 1910                                                |                                                     | 8 582                                               |                                                     |
| 1920 | 1920                                                |                                                     | 8 521                                               |                                                     |
| 1930 | 1930                                                |                                                     | 8 234                                               |                                                     |
| 1940 | 1940                                                |                                                     | 8 002                                               |                                                     |
| 1950 | 1950                                                |                                                     | 8 182                                               |                                                     |
| 1960 | 1960                                                |                                                     | 7 936                                               |                                                     |
| 1970 | 1970                                                |                                                     | 7 806                                               |                                                     |
| 1980 | 1980                                                |                                                     | 9 256                                               |                                                     |
| 1990 | 1990                                                |                                                     | 10 147                                              |                                                     |
| 2000 | 2000                                                |                                                     | 10 714                                              |                                                     |
| 2010 | 2010                                                |                                                     | 10 943                                              |                                                     |
| 2020 | 2020                                                |                                                     | 11 946                                              |                                                     |
| Anm: Informationen gäller för dagens kommungränser. Äldre informationen är ihopsamlad från tidigare kommuner eller från socknarna som idag ingår i kommunen. |                                                     |                                                     |                                                     |                                                     |

## Kultur

### Museum
I Ljurhalla, cirka 1 mil söder om Vårgårda tätort finns Nårungabygdens Missionshistoriska Museum "som berättar om missionsväckelsen och dess påverkan på Nårungabygden". Museet drivs av Equmeniakyrkan. År 2021 öppnades Vårgårda museum som skildrar kommunens historia. Vid museet, som är belägen på hembygdsplatsen i Tumberg, finns även ett skolmuseum.

### Kulturarv

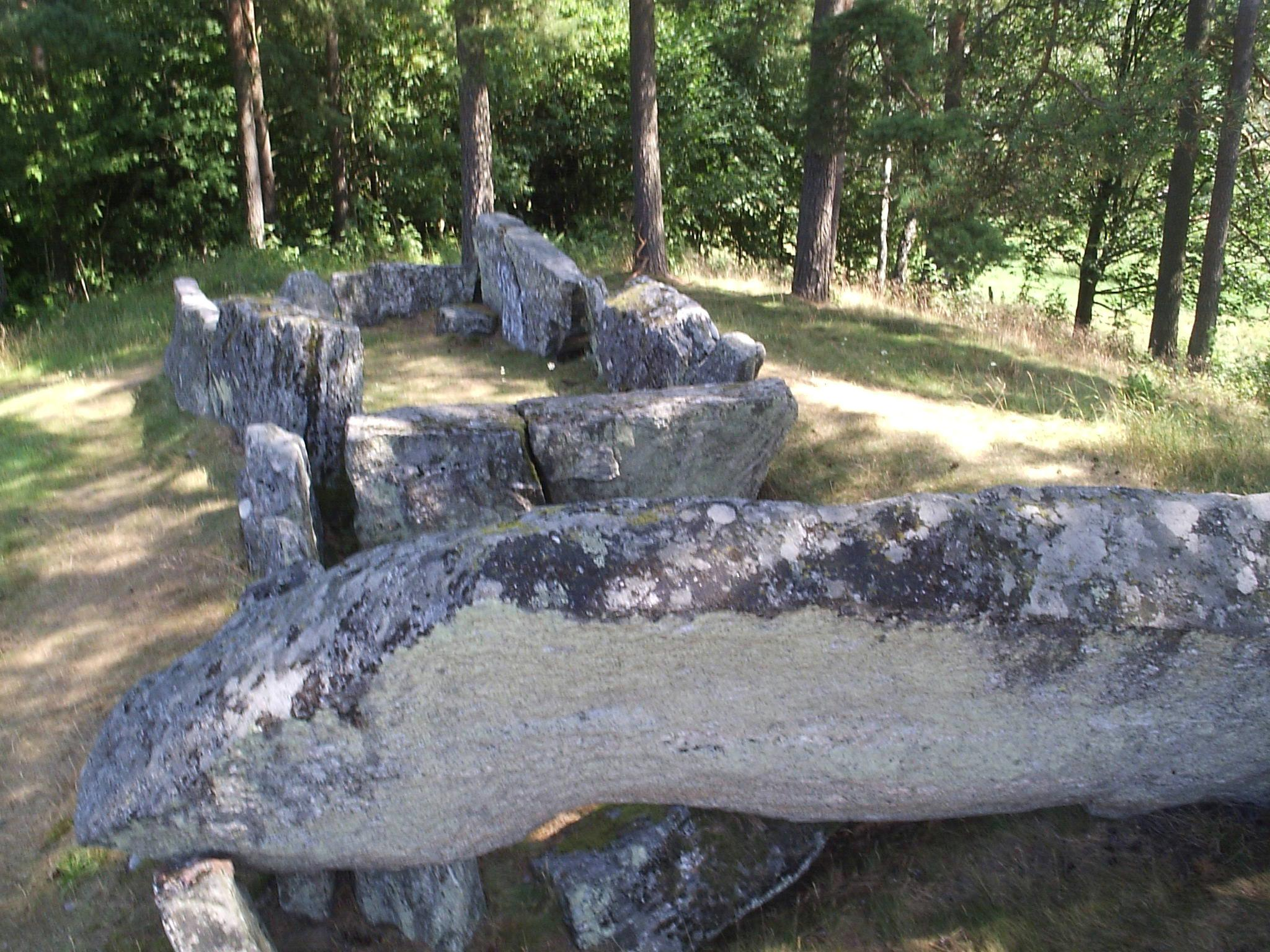
Hällkista vid Jättakullen.
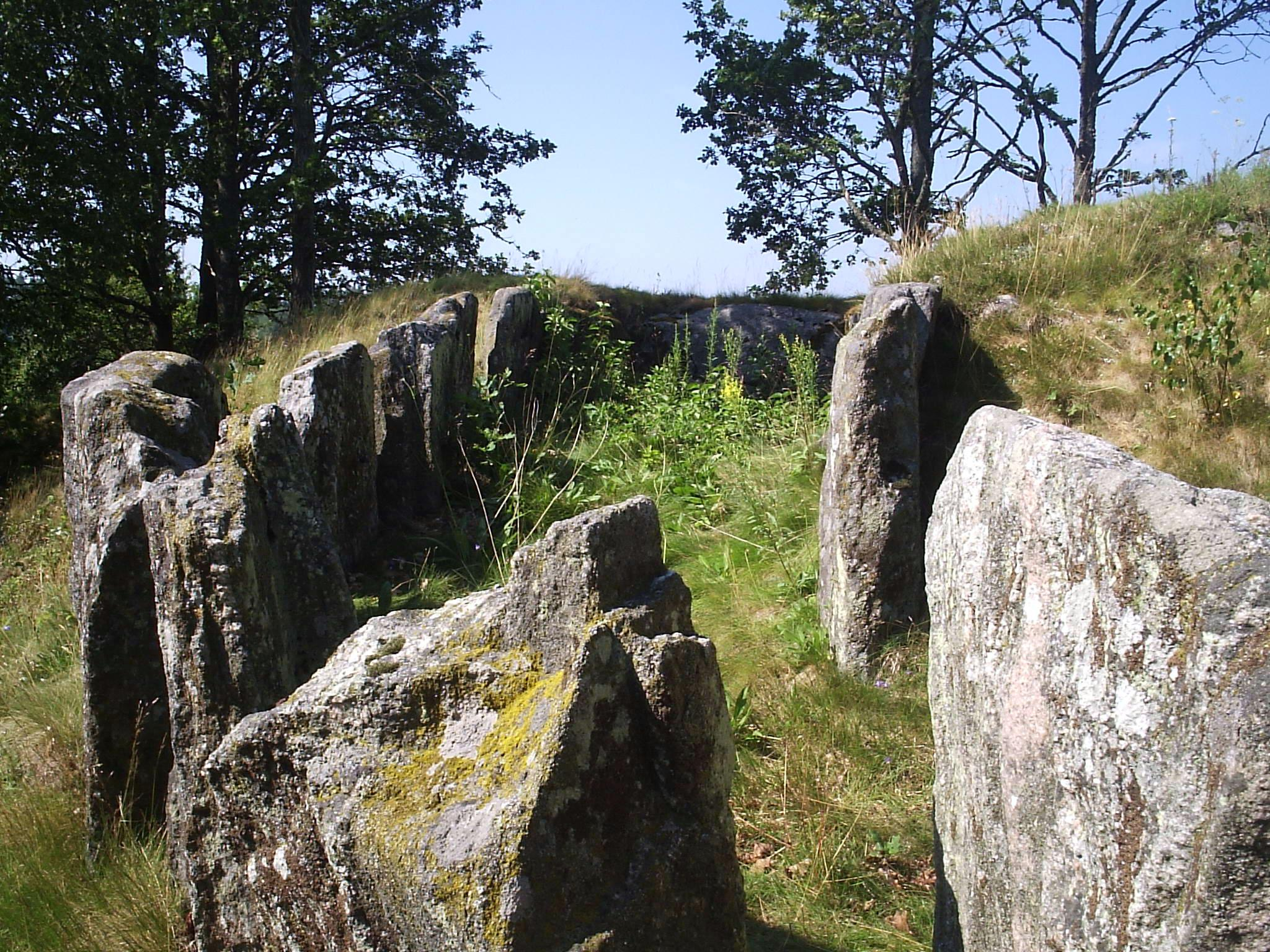
Hällkista vid Lundskullen.

Inom kommunen finns flera fornlämningar, såsom 4 000 år gamla Jättakullen, Nordens största hällkista och Lundskullen med 65 gravar från både stenåldern och järnåldern och en domarring.

I samband med att industriområdet Flygaren började grävas ut hittades nya fornlämningar i området och man förväntade sig att fler skulle hittas vid fortsatt exploatering, något som ställt till med problem för kommunen som ansett att det hämmar kommunens utveckling.

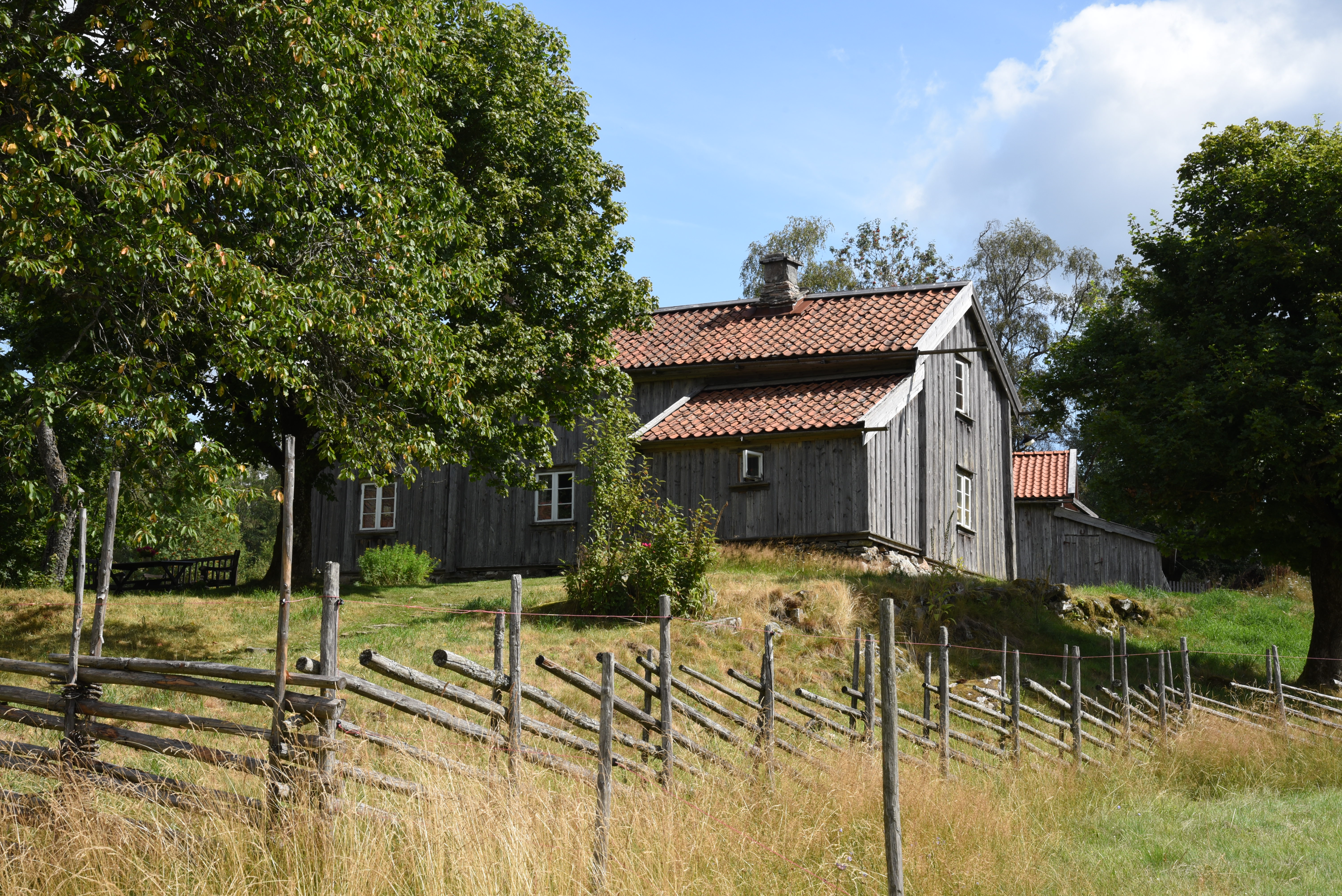
Gården Ljungås i Skogsbygdens socken.

I kommunen finns ett byggnadsminne, Gården Ljungås i Skogsbygdens socken som troligtvis byggdes under slutet av 1700-talet eller början av 1800-talet och är en så kallad långloftsstuga.

### Kommunvapen
Blasonering: I fält av guld ett inböjt blått mantelsnitt med en sädeskärve av guld och åtföljt på vardera sidan av ett avslitet gåshuvud med röd näbb.
Vapnet skapades med utgångspunkt från Gäsene och Kullings häradssigill och uttrycker på detta sätt också de båda näringarna jordbruk och boskapsskötsel. Det fastställdes för Vårgårda landskommun av Kungl. Maj:t 1953 och registrerades hos PRV 1974.